# 傳輸系統運營商
传输系统运营商是受托使用固定基础设施在国家或地区层面，以天然气或电力形式传输能源的实体。该术语由欧盟委员会定义。输电系统运营商的认证程序在 2009 年电力和燃气指令第10条中列出。
由于建立能源输送的基础设施（如输电干线或燃气干线與相关连接点）成本偏高，傳輸系統運營商大多是自然垄断者，所以常受到政府监管。
在电力业务中，傳輸系統運營商是通过电网将发电厂的电力传输到区域或当地配电的运营商。
在天然气业务中，傳輸系統運營商从生产商处接收天然气，通过管道将其输送到某个区域，然后输送给天然气分销公司。
美国也有类似的组织类别：独立系统运营商(ISO) 跟区域传输组织(RTO)。

## 在电力传输中的作用
安全性和可靠性对于输电系统运营商来说都是关键的问题，因为其电网或其发电源的任何故障都可能传播给大量客户，从而造成人身和财产损失。自然灾害、发电和消费失衡都是導致煩惱的主要因素。为了最大限度地降低电网的不稳定和故障的可能性，区域或国家的输电系统运营商都會相互连接。

### 电力市场运作
电力批发市场中系统运营商的作用是实时管理电力系统的安全，协调电力供需，避免频率波动或供电中断。系统运营商服务通常在作为电力市场一部分建立的规则或规范中指定。
系统运营商职能可以归输电网公司所有，也可以完全独立。 它们通常由州或国家政府全部或部分拥有。在许多情况下，它们独立于发电公司（上游）和配电公司（下游）。它们要么由州或国家资助，要么通过收取与其携带的能量成比例的通行费。
系统运营商需要在发电站的电力供应和消费者的需求之间保持持续（逐秒）的平衡，并确保提供储备以应对突发事件。系统运营商通过在每个市场交易期间确定发电站和备用供应商的最佳组合、指示发电商何时发电以及发电量以及管理任何导致供需平衡被破坏的意外事件来实现这一目标。系统操作人员使用复杂的能源建模和通信系统来完成这项工作。
除了实时调度发电和管理安全之外，系统运营商还进行调查和计划，以确保在未来的交易期间供应能够满足需求并维护系统安全。规划工作的示例可能包括协调发电机和输电中断、促进新发电厂的调试以及采购辅助服务以支持电力系统运行。

## 在天然气传输中的作用
天然气运输运营商服务于天然气内部市场和跨境贸易的正常运行，确保天然气输送网络的正規管理、协调运作與技术改善。一些天然气傳輸系統運營商还为天然气交易提供市场。 